# Ampithoe mascarenensis
Ampithoe mascarenensis is een vlokreeftensoort uit de familie van de Ampithoidae. De wetenschappelijke naam van de soort is voor het eerst geldig gepubliceerd in 2004 door Appadoo & Myers.